# Dolcetto

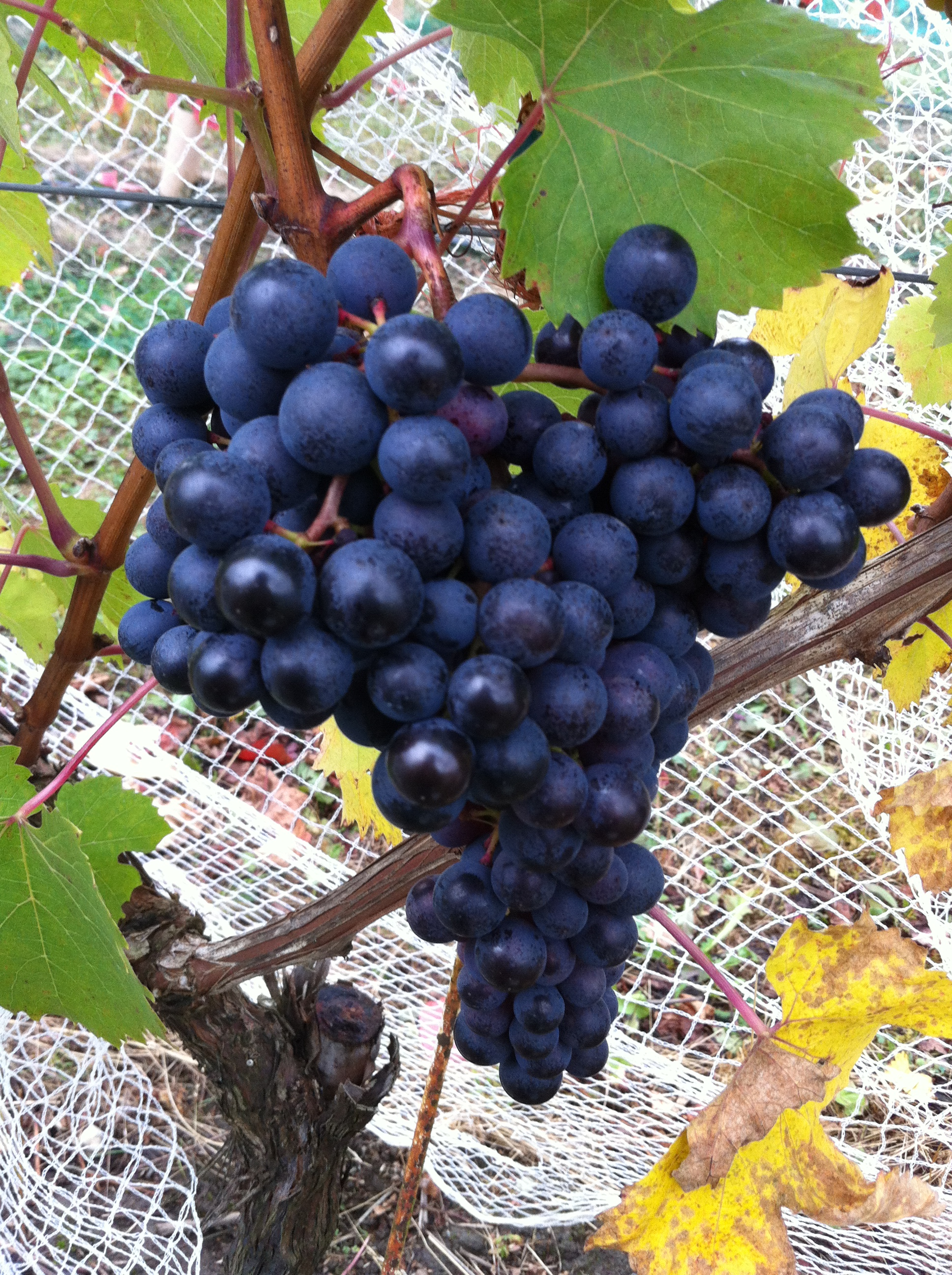
Dolcetto druif

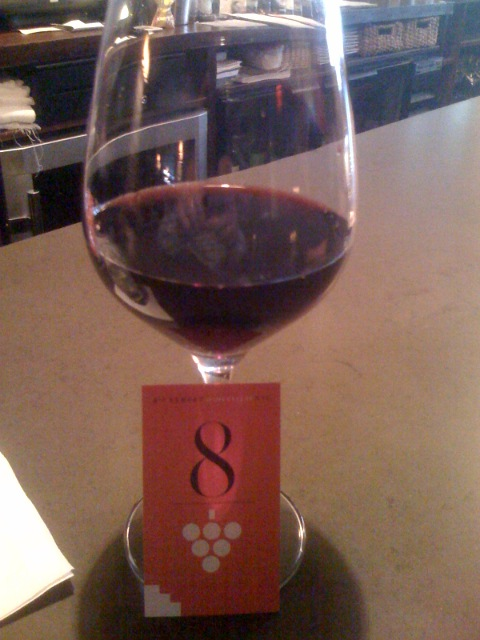
Een glas Dolcetto-wijn

Dolcetto is een vroeg rijpende blauwe druif.  Deze druif is kenmerkend voor Noord-Italië en met name voor Piëmont.  Dolcetto betekent "kleine zoete". De druif geeft een droge rode wijn met vaak stevige tannines, die zeker na opvoeding op hout jarenlang bewaard kan worden.
Er zijn in Piëmont meerdere DOC(G)’s waar de Dolcetto de belangrijkste druif is.
Dit zijn Alba, Asti, Acqui, Langhe, Monregalesi, Ovada, Diano d'Alba en Dogliani.
Over het algemeen wordt de wijn Dolcetto di Dogliani (sinds kort: Dogliani) als de beste beschouwd.

## Kenmerken
Deze druif geeft een wijn met een relatief lage zuurgraad, zachte tannines, terwil het aroma's geeft van veel zwart fruit, koffie en zeker ook een hint van viooltjes. De wijn vormt een goede combinatie met pasta en tomatensaus, lam en harde oude kazen zoals Pecorino. In Ligurië, waar deze druif beter bekend is als "Ormeasco", vinden we de druif die veel minder fruit in zijn aroma heeft en veel aardser is in de smaak.

## Synoniemen[1]
- Acqui
- Barbirono
- Bathiolin
- Batialin
- Beina
- Bignola
- Bignona
- Bignonia
- Bignonina
- Bourdon Noir
- Cassolo
- Charbonneau
- Charbono
- Chasselas Noir
- Cote Rouge Merille
- Crete de Coq
- Debili Rifosk
- Dolcedo Rotstieliger
- Dolceto
- Dolcetta Nera
- Dolcetto a Raspe Verde
- Dolcetto a Raspo Rosso
- Dolcetto Crni
- Dolcetto Nero
- Dolcetto Piemontese
- Dolchetto

- Dolcino Nero
- Dolciut
- Dolsin
- Dolsin Raro
- Dolzin
- Dolzino
- Dosset
- Gros Noir de Montelimar
- Gros Plant
- Männlicher Refosco
- Mauvais Noir
- Montelimar
- Monteuse
- Montmelian
- Mosciolino
- Nera Dolce
- Nibio
- Noirin d'Espagne
- Nord du Lot et Garonne
- Ocanette
- Orincasca
- Ormeasca
- Ormeasco
- Picot Rouge
- Plant de Calarin
- Plant de Chapareillan

- Plant de Moirans
- Plant de Montmelian
- Plant de Provence
- Plant de Savoie
- Plant de Turin
- Plant du Roi
- Premasto
- Primaticcio
- Primitivo
- Primitivo Nero
- Romotico
- Provencal
- Ravanellino
- Refork
- Refork Debeli
- Refork Male
- Refosk Debeli
- Rotstieliger Dolcedo
- Savoyard
- Turin
- Turino
- Uva d'Aacqui
- Uva d'Aacquia
- Uva del Monferrato
- Uva di Ovada
- Uva di Roccagrimalda